# نرزهایم
شهر نرزهایم (به آلمانی: Neresheim) در ایالت بادن-وورتمبرگ در کشور آلمان واقع شده‌است.